# Flickan från det blå
Flickan från det blå är ett studioalbum av Jimmy Jansson, släppt 5 maj 2004. Det placerade sig som högst på andra plats på den svenska albumlistan. Det var hans debutalbum som soloartist.

## Låtlista
1. Som sommaren
2. Vad va det som hände
3. Flickan från det blå
4. God morgon, världen
5. Det blir aldrig samma sak
6. Min planet
7. På riktigt
8. Kom ta mig i land
9. Min sång
10. Ska vi slå vad
11. Jag brukar ha tur
12. Jag vet
13. Det enda jag vill

## Listplaceringar
| Lista (2004) | Topplacering |
| ------------ | ------------ |
| Sverige      | 2            |